# Vaio minuto
Vaio minuto è un termine utilizzato in araldica se le file sono più di quattro.

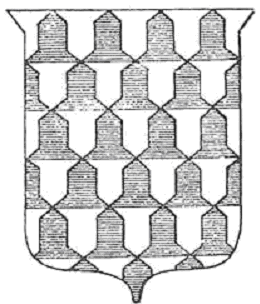
vaio minuto